# خالد الشمري (لاعب كرة قدم سعودي)
خالد سطام الشمري (مواليد 9 أغسطس 2004) هو لاعب كرة قدم سعودي لعب سابقاً في نادي الجبلين.